# Colimilla (Colima)
Colimilla es una localidad pesquera y comercial ubicada en el municipio de Manzanillo, Colima, México. Se encuentra ubicado frente a Barra de Navidad, Jalisco, y a un lado del hotel Grand Bay en la Isla Navidad. Se caracteriza por sus restaurantes de mariscos, que son los que generan el turismo en el pueblo.
Este pueblo está actualmente en disputa entre Jalisco y Colima.